# Ablation (Meteorologie)
Unter Ablation versteht man in der Meteorologie das Abschmelzen und die Sublimation von Schnee und Eis, häufig vor allem angewandt für den Masseverlust von Gletschern.
Der Ablationsgradient wird hierbei angewandt, um das Maß des Masseverlustes eines Gletschers mit zunehmender Höhenlage zu bezeichnen. Der Ablationsgradient in m Wassersäule pro 100 m Höhenunterschied gibt an, um welchen Betrag die jährliche Abschmelzung mit 100 m Höhenzunahme abnimmt.
Die abgeschmolzene Wassermenge (eines Gletschers) in Gramm pro Kubikzentimeter oder in cm Wassersäule wird als Ablationsvolumen bezeichnet. 
Ablationsperiode ist der Zeitraum innerhalb eines Jahres, in dem das Abschmelzen von Schnee und Eis stattfinden kann. 
Als ein Beispiel für eine charakteristische Ablationsform kann das sogenannte Büßereis bzw. der Büßerschnee herangezogen werden. Dabei handelt es sich um eine Schneeoberfläche, welche aus einem Feld von spitzen Säulen besteht, die in Richtung der stärksten Sonneneinstrahlung zeigen.